# Suzanne Glotin
Suzanne Joséphine Berthe Olive Glotin, née le 26 novembre 1933 à Nantes et morte le 8 février 1994 à Vigneux-de-Bretagne, est une athlète française. 

## Biographie
Suzanne Glotin, qui évolue au RACC Nantes durant toute sa carrière, participe aux Jeux olympiques d'été de 1952 à Helsinki, et est éliminée en qualifications du saut en longueur. Elle termine onzième du concours de saut en longueur des Championnats d'Europe d'athlétisme 1954. 
Elle est sacrée championne de France du saut en longueur en 1955.